# Atopomyrmex cryptoceroides
Atopomyrmex cryptoceroides é uma espécie de inseto do gênero Atopomyrmex, pertencente à família Formicidae.